# Katrin Ofner
Katrin Ofner (Klagenfurt am Wörthersee, 5 marzo 1990) è una sciatrice freestyle austriaca, specialista dello ski cross.

## Biografia
In Coppa del Mondo ha esordito il 11 gennaio 2008 a Les Contamines (12ª) e ha ottenuto il primo podio il 22 febbraio dello stesso anno a Sierra Nevada.
In carriera ha partecipato a tre edizioni dei Giochi olimpici invernali, Vancouver 2010 (23ª nello ski cross), Soči 2014 (6ª nello ski cross) e Pechino 2022 (11ª nello ski cross), mentre per quanto riguarda i Campionati mondiali vanta la medaglia d'argento a Bakuriani 2023 come miglior risultato.

## Palmarès

### Mondiali
- 1 medaglia:
  - 1 argento (ski cross a Bakuriani 2023)

### Mondiali juniores
- 1 medaglia:
  - 1 argento (ski cross a Cardrona 2010)

### Coppa del Mondo
- Miglior piazzamento nella Coppa del Mondo di ski cross: 5ª nel 2015 e nel 2021
- 13 podi:
  - 1 vittoria
  - 4 secondi posti
  - 8 terzi posti

#### Coppa del Mondo - vittorie
| Data             | Località    | Paese   | Specialità |
| ---------------- | ----------- | ------- | ---------- |
| 21 dicembre 2020 | Val Thorens | Francia | SX         |

Legenda:

SX = ski cross

#### Campionati austriaci
- 9 medaglie[1]:
  - 8 ori (ski cross nel 2007; ski cross nel 2008; ski cross nel 2009; ski cross nel 2010; ski cross nel 2012; ski cross nel 2013; ski cross nel 2014; ski cross nel 2015)
  - 1 argento (ski cross nel 2016)